# Александра Ледерманн
Александра Ледерманн (фр. Alexandra Ledermann, 14 травня 1969) — французька вершниця.
Бронзова призерка Олімпійських Ігор 1996 року в індивідуальному конкурі, учасниця 2000 року.